# Katra (Shahjahanpur)
Katra is een nagar panchayat (plaats) in het district Shahjahanpur van de Indiase staat Uttar Pradesh. 

## Demografie
Volgens de Indiase volkstelling van 2001 wonen er 26.371 mensen in Katra, waarvan 53% mannelijk en 47% vrouwelijk is. De plaats heeft een alfabetiseringsgraad van 37%. 